# Shun'ichi Yukimuro
Shun'ichi Yukimuro (雪室俊一?, Yukimuro Shun'ichi; Yokohama, 11 gennaio 1941) è un fumettista e sceneggiatore giapponese.
Talvolta usa lo pseudonimo Akane Nishiura. È stato uno dei veterani del panorama giapponese in fatto di animazione.
Dopo il diploma di scuola media frequenta la scuola per sceneggiatori, vince un premio ed inizia a lavorare come assistente sceneggiatore nel 1964 presso la Mushi Production. Seguirà un lungo impegno presso la Toei. Nel 1981 crea il manga Ojaho! Spank, il quale, nella versione anime prodotta da TMS Entertainment, gli fece vincere il premio Kodansha per i manga del 1981.

## Opere principali
- Kimba il leone bianco, 1965, sceneggiatura
- Sally la maga, 1968, sceneggiatura
- Rocky Joe, 1ª serie, 1970, sceneggiatura
- Le fiabe di Andersen, 1971, sceneggiatura
- Jane e Micci 1971, sceneggiatura
- La maga Chappy, 1972, sceneggiatura
- Cybernella, 1973, sceneggiatura
- Babil Junior, 1973, sceneggiatura
- Candy Candy, 1976, sceneggiatura
- Ken Falco, 1974, sceneggiatura
- Space Robot, 1974, sceneggiatura
- Lilly tra un guaio e l'altro, 1975, sceneggiatura
- Charlotte, 1977, sceneggiatura
- Io sono Teppei, 1977, sceneggiatura
- Guyslugger, 1977, sceneggiatura
- Pat, la ragazza del baseball,sceneggiatura, 1978
- Forza Sugar, 1980, sceneggiatura
- Capitan Jet, 1980, sceneggiatura
- Sun College, 1981, sceneggiatura
- Hello Spank!, 1981, fumetto originale, sceneggiatura
- Dottor Slump & Arale, 1ª e 2ª serie, 1981-1988, sceneggiatura
- Juni pemperina inventa tutto, 1985, sceneggiatura
- Dragon Ball, 1986, sceneggiatura